# Saintes-Maries-de-la-Mer
Saintes-Maries-de-la-Mer é uma comuna francesa na região administrativa da Provença-Alpes-Costa Azul, no departamento de Bouches-du-Rhône. Estende-se por uma área de 374,61 km². Em 2010 a comuna tinha 2 178 habitantes (densidade: 5,8 hab./km²).
Estância turística, é também a capital da Camarga.